# Газовиділення у копальнях
Газовиділення в гірничі виробки, (англ. gas emission, gas evolution, gas liberation; нім. Gasentwicklung f, Gasausscheidung f) — виділення метану або іншого природного газу з товщі корисної копалини і вмісних порід у гірничі виробки.

## Загальний опис
На кар'єрах основні джерела газовиділення: вмісні породи і корисні копалини, гірниче обладнання і вибухові роботи. При роботі гірничого обладнання з двигунами внутрішнього згоряння в атмосферу кар'єру надходять вихлопні гази, які містять понад 200 найменувань органічних та неорганічних сполук.
У вугільних шахтах джерелами газовиділення є: пласти вугілля і пропластки, бокові породи. Гази (в основному це метан і вуглекислий газ) виділяються через вільну поверхню пластів і з відбитого вугілля. Розрізняють звичайне (безперервне, повільне виділення газу по всій оголеній поверхні), суфлярне (місцеве виділення газу з тріщин або свердловин, газовий фонтан) і раптове (місцеве, інтенсивне виділення великих кількостей газу, що супроводжується руйнуванням вугільного пласта або порід).
У рудних, соляних, сірчаних і нафтових шахтах відбувається виділення газів, що містять вибухонебезпечні вуглеводневі компоненти (метан і його гомологи, водень, пари бензину), а також шкідливі і отруйні гази (вуглекислого, сірководню, чадного газу, оксидів азоту, акролеїну). Джерела виділення вуглеводневих газів (до 2000-3000 м³/добу) — осадові породи, гірниче обладнання з двигунами внутрішнього згоряння, вибухові роботи. Для сірчано-рудних шахт специфічне виділення сірководню (з пустот, пор у породах і підземних вод) і сірчистого газу (головним чином при вибухових роботах і вибухах сірчаного пилу), іноді також метану, етану і вуглекислого газу. Для нафтових шахт — метану, етану, бутану, пропану та інших.

## Управління газовиділенням
Управління газовиділенням — сукупність заходів, спрямованих на запобігання, зниження чи перерозподіл виділення газів у межах гірничих виробок чи в період протікання робочих процесів. Може здійснюватися зміною гірничого тиску, елементів системи розробки, порядком виймання зближених вугільних пластів, способом виймання вугілля, біохімічним окисненням метану, консервацією метану в масиві вугілля, дегазацією вугільних пластів, порід та виробок.